# جوزيف إس. ديفيس
جوزيف إس. ديفيس (بالإنجليزية: Joseph S. Davis)‏ هو اقتصادي أمريكي، ولد في 5 نوفمبر 1885 في Frazer, Pennsylvania ‏ في الولايات المتحدة، وتوفي في 23 أبريل 1975 في لوس ألتوس في الولايات المتحدة.

## وصلات خارجية
- جوزيف إس. ديفيس على موقع إن إن دي بي (الإنجليزية)